# Armeniens järnvägsmuseum
Armeniens järnvägsmuseum (armeniska: Հայաստանի երկաթուղու թանգարան) är ett armeniskt museum i Jerevan i Armenien.
Armeniens järnvägsmuseum invigdes i juli 2009 av Södra Kaukasus järnväg i Jerevans järnvägsstation. I museet presenteras järnvägens historia i Armenien från 1896 till nutid. 
Ett lokomotiv från 1930-talet, med vagn, finns uppställt vid järnvägsstationen. 

## Bildgalleri

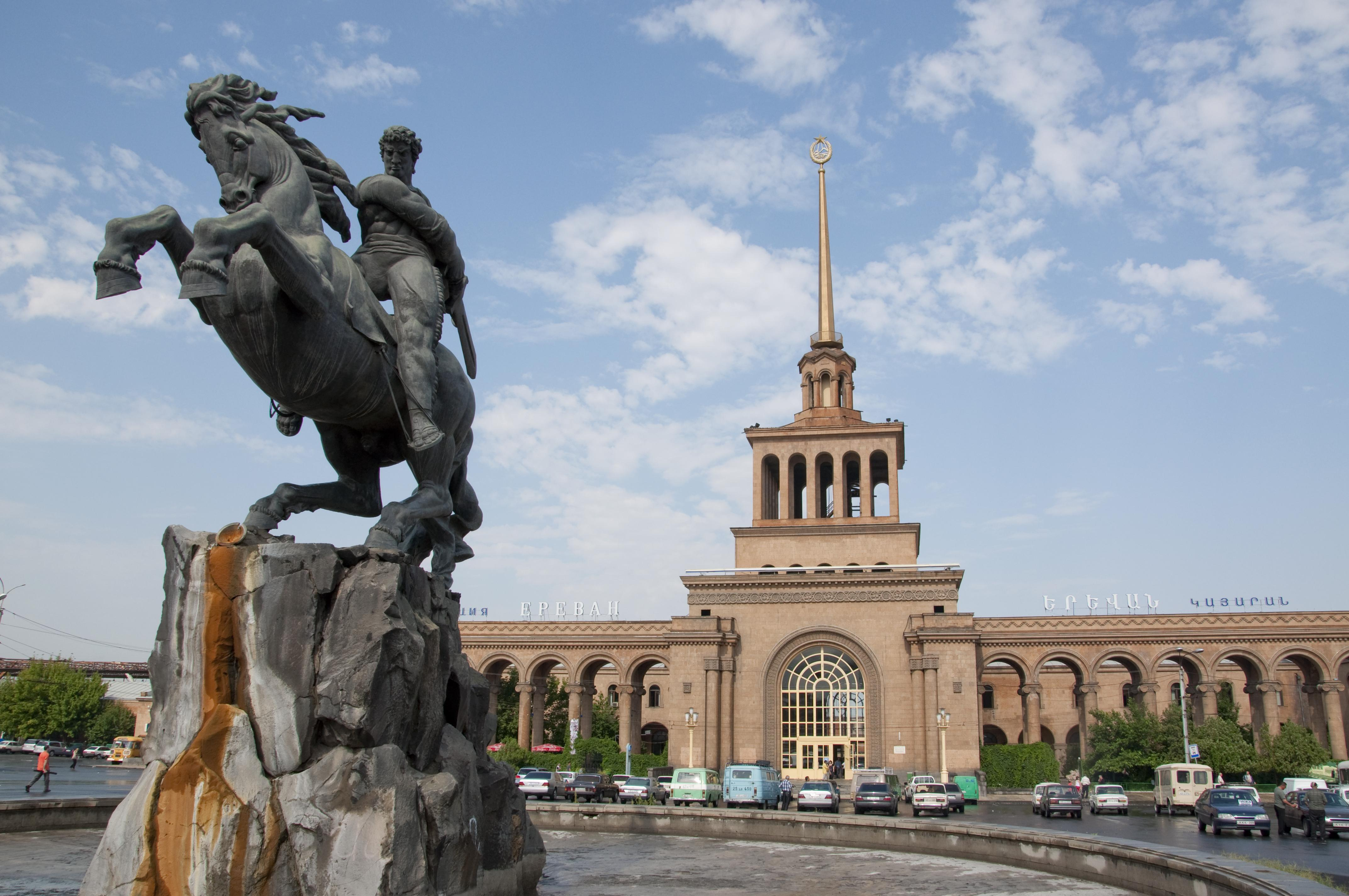
Jerevans järnvägsstation.
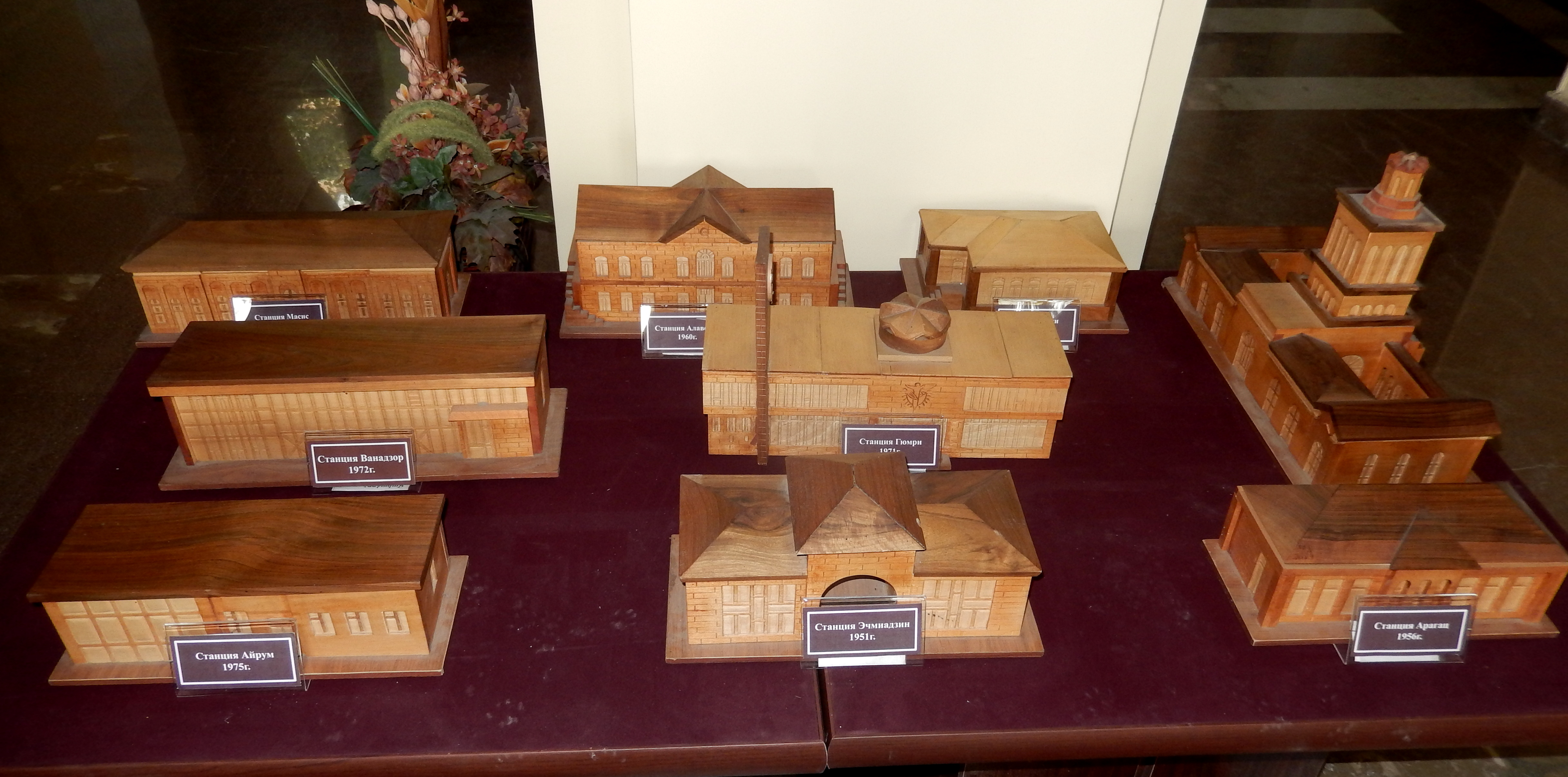
Modell av järnvägsstationer i Armenien.
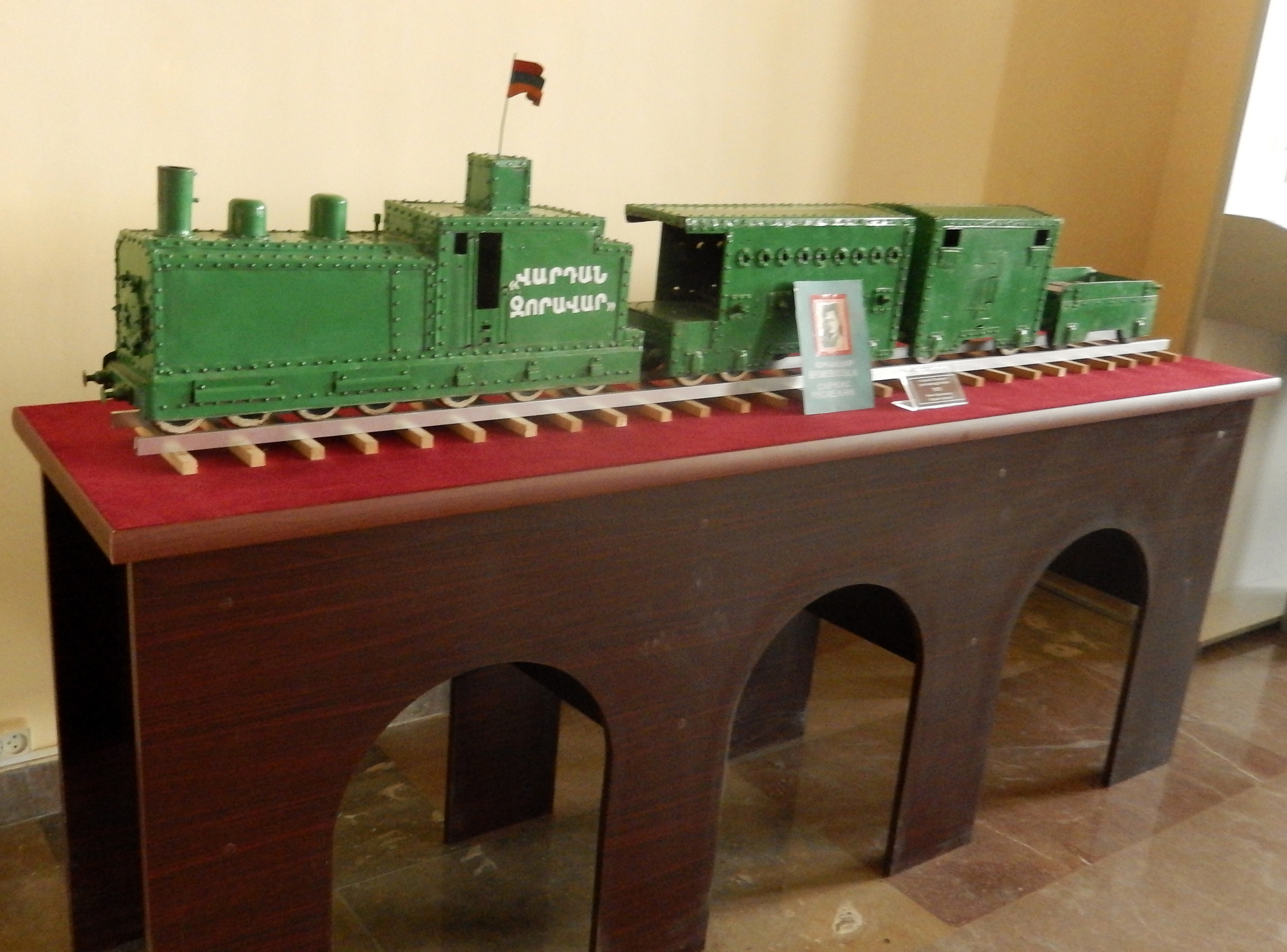
Modell av pansartåget Vardan Zoravar.
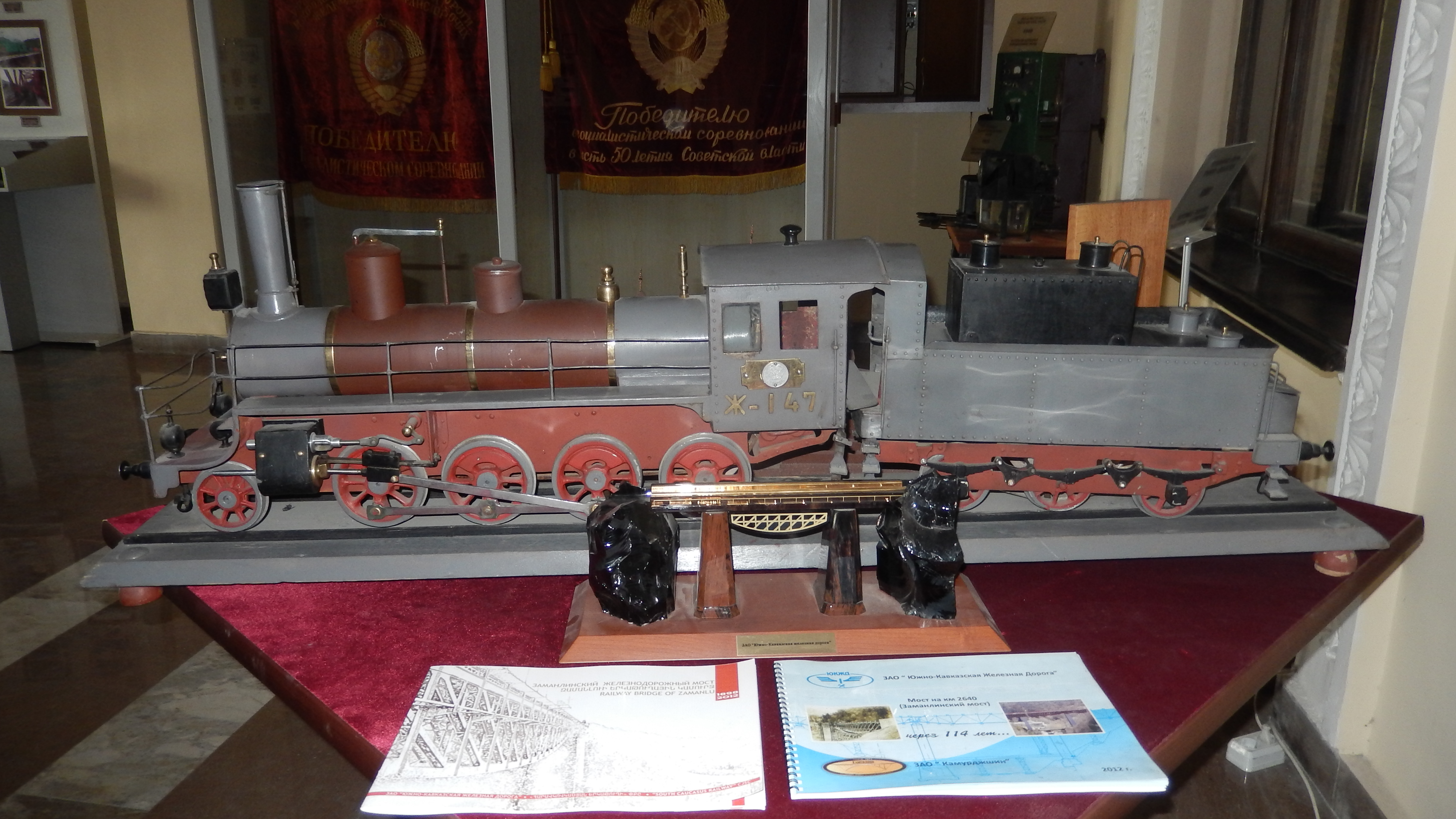
Lokomotivmodell.
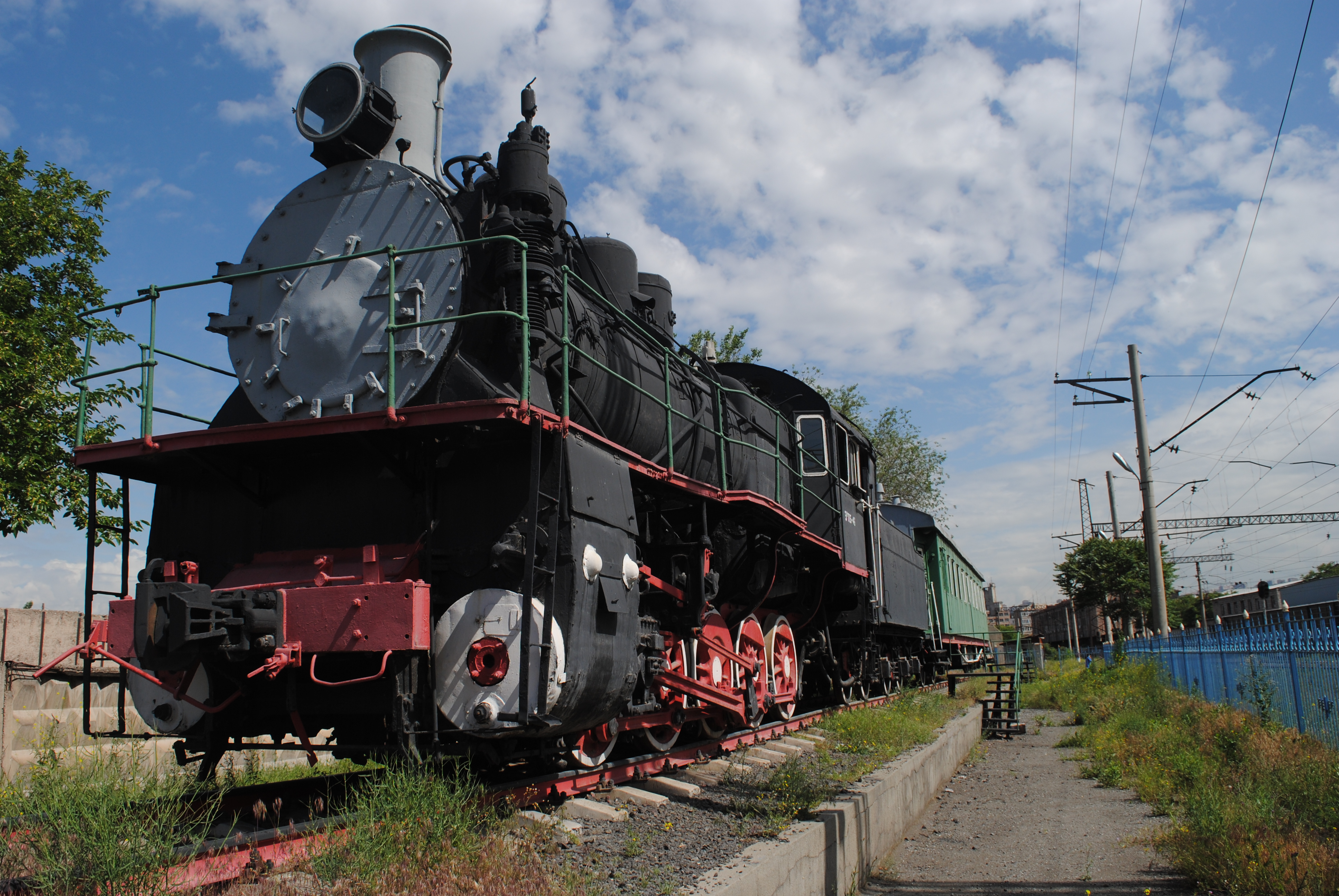
Lokomotiv 3ա705-46 med vagn.